# Jonna Hall
Jonna Jacqueline Andersdotter Hall född 25 februari 1994 i Nacka församling, Stockholms län, är en svensk musiker och låtskrivare.

## Låtar

### Melodifestivalen
- 2024 - Supernatural med Adam Woods, skriven tillsammans med Adam Woods, Calle Hellberg och William Segerdahl.